# أنس الباز
أنس الباز (مواليد 17 نوفمبر 1983) ممثل مغربي، شارك في العديد من الأفلام والمسلسلات التلفزيونية المغربية، اشتهر من خلال دوره في فيلم كازانيكرا سنة 2008.

## مسيرته
هاجر إلى فرنسا في سن 18 لإكمال دراسته في تخصص التجارة، لكن بعد مرور سنتين، قرر أن يغير منحى مسيرته الدراسية نحو التمثيل. تلقى تكوينا ببرنامج كور فلوران في باريس لمدة 4 سنوات، ثم بدأ أول مشاركاته في أفلام قصيرة للمدرسة الدولية للإنشاء السمعي البصري والإخراج.
كانت بدايته الحقيقية سنة 2008 في فيلم كازانيكرا الذي جعل منه نجما بارزا في سماء السينما المغربية، فحصل من خلال دوره في هذا الفيلم على جائزة أفضل ممثل في كل من المهرجان الدولي للفيلم بدبي، مهرجان بروكسيل للفيلم المستقل، ومهرجان الفيلم بمسقط.
وظهر أنس الباز على شاشة التلفزيون في سلسلتين فرنسيتين:أرض النور وزواج مرتب، وأيضا في السلسلة المغربية ساعة في الجحيم.

## أعماله
- 2008 : كازانيكرا لنور الدين لخماري : كريم[1]
- 2010 : بُرَاقْ لمحمد مفتكر : زيد
- 2011 : عدوى لستيفن سودربرغ : أشرف
- 2014 : كان يا مكان لسعيد الناصري : حكيم
- 2014 : المحبة الزايدة لإبراهيم الشقيري
- 2015 : ملكة الصحراء لفرنر هرتزوغ : سائق عربة
- 2015 : نصف السماء لعبد القادر لقطع : عبد اللطيف
- 2015 : مقطوع من شجرة (مسلسل)
- 2017 : مومو عينيا (مسلسل) لهشام الجباري : كريم
- 2017 : بورن آوت فيلم لنور الدين لخماري : جاد

## روابط خارجية
- أنس الباز على موقع IMDb (الإنجليزية)
- أنس الباز على موقع ألو سيني (الفرنسية)
- أنس الباز على موقع قاعدة بيانات الفيلم (الإنجليزية)
- أنس الباز على موقع كينوبويسك (الروسية)